# Шервуд Роуленд
Франк Шервуд Роуленд (англ. Frank Sherwood Rowland; 28 червня 1927 , Делавер, Огайо, США — 10 березня 2012 , Ньюпорт Біч, Каліфорнія, США) — американський хімік, лауреат Нобелівської премії з хімії за роботи по ролі газоподібних галогеноалканів у виснаженні озонового шару Землі, розділивши її з Маріо Моліно та Паулем Крутценом.

## Біографія
Шервуд Роуленд народився в м. Делавер, штат Огайо, середнім з трьох синів в сім'ї, яка переїхала сюди за рік до його народження. У 5 років прийшов у перший клас і закінчив школу, коли йому не було ще 16-ти років. У школі визначився його інтерес до атмосферних явищ, тому що вчитель природознавства довіряв йому на час літньої відпустки працювати замість нього на місцевій станції погоди.
Закінчив школу в 1943 і вступив до Веслянського університету Огайо, де провчився 2 роки, а потім записався у флот і став вчитися роботі оператора радарної установки. Війна завершилася, але наступного року він продовжив службу.
Повернувшись в університет, закінчив його через 2 роки. Восени 1948 вступив в аспірантуру на кафедру хімії Чиказького університету. У той час було прийнято відразу ж призначати аспіранту тимчасового керівника. Таким керівником Роуленда став Ліббі (Нобелівський лауреат, 1960). Роуленд вважав, що майже все необхідне для вченого-дослідника він отримав, слухаючи і спостерігаючи Ліббі. Дисертація Роуленда була присвячена вивченню властивостей радіоактивних ізотопів брому, отриманих за допомогою циклотрона.
У 1956 став доцентом Канзаського університету а потім і професором. У серпні 1964 Роуленд — завідувач кафедрою хімії Каліфорнійського університету в Ірвіні.
Шервуд Роуленд помер 10 березня 2012 у своєму будинку в Каліфорнії від ускладнень хвороби Паркінсона.

## Наукова діяльність
Кожне літо 1953—1955 Роуленд проводив в хімічному відділі Брукхевенської національної лабораторії, займався новою областю — хімією «горючих атомів» тритію і синтезував тритій-мічену глюкозу.
У Канзаського університету дослідна група Роуленда плідно працювала протягом восьми років, в основному вивчаючи тритій.
В Ірвіні він отримав підтримку Комісії з атомної енергії (до 1994), а потім НАСА. Хімія «горючих атомів» продовжувала відігравати головну роль у його дослідженнях. Він звернувся до фотохімії радіоактивних міток з використанням тритію і вуглецю-14, а потім до хімії фтору з використанням ізотопів 38Cl і 18F.

### Дослідження атмосфери
У січні 1972 у Форті Лаудердале, у Флориді, Роуленд був на доповіді англійського вченого Джима Лавлока (Jim Lovelock) про нещодавно зроблених ним вимірах концентрації в атмосфері слідів фреону CCl3F, і доручив своєму асистенту М. Моліні дослідити долю фреонів в атмосфері. Через три місяці вони зрозуміли, що це серйозна проблема у вивченні навколишнього середовища. Моліна і Роуланд розробили теорію зменшення озонового шару в присутності фреонів.
Основні положення їх можна сформулювати так: Фреони — антропогенні компоненти, надходження яких в нижні шари атмосфери (тропосферу) приблизно дорівнює їх промисловому виробництву.
Будучи надзвичайно хімічно стійкими в умовах тропосфери, фреони мають дуже великий «час життя» (40-150 років). Єдиним шляхом видалення їх з тропосфери виявляється повільне перенесення в стратосферу.
У стратосфері вони піддаються фотолізу короткохвильовим УФ-випромінюванням Сонця, вивільняючи атоми хлору.
Атоми хлору атакують молекули озону, руйнуючи їх і даючи оксид хлору ClO, який взаємодіє з атомарним киснем, у результаті чого знову утворюється активний хлор — важливий компонент циклу руйнування озону.
Слідом за їх публікацією було зроблено численні спроби математичного моделювання зменшення стратосферного озону при різних «сценаріях» виробництва фреонів. З'ясувалося, що більш-менш реалістичні моделі вимагають обліку не менше 150 реакцій за участю близько 50 різних частинок, оскільки атоми хлору реагують не тільки з озоном, але також з молекулами води, метану, з оксидами азоту та іншими.

### Громадський резонанс проблеми фреонів
Наприкінці 1974 озонова проблема привернула увагу громадськості, у зв'язку з чим стали проводитися нові численні наукові експерименти, слухання в законодавчих органах, широке обговорення в пресі. Озонова проблема виявилася тісно пов'язаною з важливими економічними факторами, і для її вирішення потрібно прийняття на міжнародному рівні політичних рішень, що безпосередньо стосуються життєвих інтересів багатьох мільйонів людей. Вони залишаться в пам'яті людства як перші в історії великомасштабні угоди, спрямовані на запобігання порушенню хімічної рівноваги, що склалися на планеті.
Ось що пише з цього приводу Роуленд: «У багатьох відносинах, розуміння хімії атмосфери знаходиться ще на ранніх стадіях. За два десятиліття ми тільки наблизилися до досягнення точності і чутливості інструментів, необхідної для роботи з хімічними речовинами, які існують у настільки низьких концентраціях, і, звичайно, слідовий склад атмосфери сильно розрізняється в залежності від регіону». «Питання про здатність хлорфторвуглводнів зменшувати озоновий шар є хорошим прикладом того, як не пропрацювавши як слід проблему, досить складно вирішити» її правильно. Однак, очевидно, що необмежене виробництво і експоненційне зростання вмісту фреонів в атмосфері становлять реальну небезпеку для озоносфери Землі.

## Нагороди
1992 року нагороджений медаллю Роджера Ревелла Американського геофізичного союзу.
1995 Роуланд, М. Моліна і Й. Круцем стали Нобелівськими лауреатами «за роботу з хімії атмосфери, особливо в зв'язку з утворенням і руйнуванням озону». Їх дослідження стимулювали розвиток таких відносно нових наукових дисциплін, як Хімія навколишнього середовища та хімія атмосфери.
Також на його честь названо астероїд 9681 Шервудроуленд.